# Controllo file di sistema
Controllo file di sistema è una utility di Microsoft Windows che permette agli utenti di cercare e ripristinare i danneggiamenti nei file di sistema di Windows. Questa utilità è disponibile su Windows 98, Windows 2000, Windows XP e Windows Server 2003. Windows Vista, sebbene sia nella famiglia di sistemi operativi Windows NT analizza i file utilizzando Windows Resource Protection.
In Windows Vista e Windows 7, System File Checker è integrato con Windows Resource Protection, che protegge le chiavi del Registro di sistema e le cartelle, nonché i file di sistema critici. Sotto Windows Vista,  sfc.exe  può essere utilizzato per controllare i percorsi di cartelle specifiche, tra cui la cartella Windows e l'avvio.
Protezione File Windows funziona tramite la registrazione per la notifica delle modifiche ai file in Winlogon. Se vengono rilevate eventuali modifiche di un file protetto di sistema, il file modificato viene ripristinato da una copia memorizzata nella cache che si trova in una cartella compressa a  %WinDir%\System32\dllcache . Protezione di risorse di Windows funziona impostando gli elenchi di controllo di accesso discrezionale (DACL) e gli elenchi di controllo e di accesso (ACL) definiti per le risorse protette. L'autorizzazione per l'accesso completo a modificare le risorse protette WRP è limitato ai processi utilizzando il servizio Programma di installazione dei moduli di Windows ( TrustedInstaller.exe ). Gli amministratori non hanno più diritti completi per i file di sistema.